# السيد ستاندفاست
السيد ستاندفاست (بالإنجليزية: Mr. Standfast)‏ هي ثالثة روايات شخصية ريتشارد هاناي الخمس التي كتبها جون بوكان، ونشرت لأول مرة في عام 1919 عن طريق دار هودر وستوكتون في لندن.
وهي واحدة من روايتين هني أحداثها خلال الحرب العالمية الأولى، الأخرى هي الرداء الأخضر (1916)؛ بينما مغامرته الأشهر الدرجات التسع والثلاثون (1915)، تقع في الفترة التي سبقت بداية الحرب.
يشير عنوان الرواية في يشير إلى شخصية في كتاب رجلة حاج بقلم جون بنيان، والذي تظهر له إشارات أخرى في الرواية؛ يستخدم هاناي نسخة من كتاب رجلة حاج لفك رموز رسائل مشفرة من معارفه، ورسائل من صديقه بيتر بينار.